# Deltaretrovirus
Deltaretrovirus es un género de la familia retroviridae. Consta de dos virus que se trasmiten de forma exógena horizontal en varios grupos de mamíferos.
Estos son el bovine leukemia virus y el Human T-lymphotropic virus.